# Милосавлев, Владан
Владан Милосавлев (серб. Владан Милосављев; род. 1 февраля 1987, Белград, СФРЮ) — сербский футболист.

## Карьера
Начал свою карьеру в клубе «Хайдук Кула». Дебют состоялся в матче 18 тура против «Бораца» в возрасте 21 года. В сезоне 2007/08 провёл 6 матчей и не отметился голевыми действиями.
1 июля 2008 года Владан перешёл в «Карвину», выступающую во 2-м по силе чемпионате Чехии. В первом сезоне провёл 27 матчей и забил 5 мячей, но «Карвина» не вышла в высшую лигу Чехии.